# Hyles nigricans
Hyles nigricans är en fjärilsart som beskrevs av Adolf G. Closs. Hyles nigricans ingår i släktet Hyles och familjen svärmare. Inga underarter finns listade i Catalogue of Life.